# Physiculus peregrinus
Physiculus peregrinus är en fiskart som först beskrevs av Günther 1872.  Physiculus peregrinus ingår i släktet Physiculus och familjen Moridae. Inga underarter finns listade i Catalogue of Life.